# Triforce (arkadspel)
Triforce är en arkadmaskin som till viss del bygger på samma hårdvara som används i Gamecube. Arkadmaskinen har utvecklats av Namco, Nintendo och Sega. Namnet till arkadmaskinen har lånats av "trekraft (Triforce)", den speciella kraft som finns i spelserien The Legend of Zelda. Till systemet finns bl.a. specialversioner av F-Zero och Mario Kart.